# Sankt-Peterburgskie Vedomosti

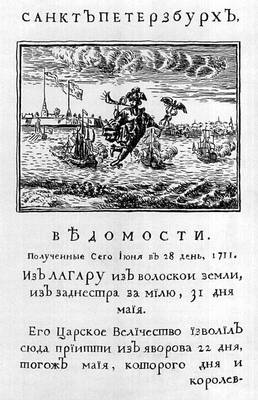
Una copia del Vedomosti del 28 giugno 1711.

Il Sankt-Peterburgskie Vedomosti, in russo Санкт-Петербургские ведомости, in italiano Notiziario di San Pietroburgo, è il più antico quotidiano russo essendo stato fondato 16 dicembre 1702. Localmente viene chiamato semplicemente Vedomosti.